# ۱۲۲۵ (قمری)
۱۲۲۵ (قمری)، هزار و دویست و بیست و پنجمین سال در گاهشماری هجری قمری است. اول محرم این سال برابر با ششم فوریه سال ۱۸۱۰ میلادی است.